# Stare decisis
Stare decisis (lat., v překladu „setrvat u rozhodnutého“) je zásada angloamerického právního systému common law, spočívající v tom, že významné soudní rozhodnutí, tzv. precedens, nemůže být libovolně měněno, je nutné se jím při dalším rozhodování v podobných případech řídit. Jejím prostřednictvím se zajišťuje stabilita systému soudcovského práva.
Odchýlení od této zásady je možné jen ve dvou případech:
- na základě metody rozlišování soudce dospěje k závěru, že nejde o podobný případ, jako byl řešen v případě daného precedentu;
- jestliže se podstatně změní okolnosti, za kterých bylo předchozí soudní rozhodnutí přijato (metoda overruling).